# トミー・エマニュエル
トミー・エマニュエル (Tommy Emmanuel, 1955年5月31日 - ) は、オーストラリアのギタリスト。

## 人物について
ニューサウスウェールズ州出身。グラミー賞に2回ノミネートされた『フィンガーピッキングの達人』として有名で、今までに、チェット・アトキンス、レス・ポール、エリック・クラプトンなど数々の有名なギタリストと共演を果たしている。兄のフィル・エマニュエルもオーストラリアで著名なギタリストであり、時折兄弟でセッションを行う事がある。シドニーオリンピックの開会式でもフィルと共に演奏を披露している。

## 特徴について
奏法としては上述のフィンガーピッキングよりも、サムピックを用いたチェットアトキンス奏法や、フラットピックと指を併用したハイブリッド・ピッキングと呼ばれる奏法を多用する。中でもギターのボディヒットを駆使した擬似パーカッションは彼の代名詞的奏法である。
速弾きやハーモニクスなどの秀逸なギターテクニックを披露する一方、ユーモアの溢れる性格からエンターテイナーとしての人気も高い。また、頻度は少ないものの、ヴォーカルもこなす。

## 使用ギターについて
現在も使用されているメインギターはMaton 808 T.E PersonalとMaton TE1、Maton EBG808TE、Maton EBG808TEC。いずれもレコーディング・ライブ共に使用されるが、パーカッシブな演奏によってボディーが削られているのが分かる。楽器全体を駆使したその奏法はギターへの負担も大きく、何度もリペアに出されている。

## 活動について
4歳で初めてギターを手にする。7歳の頃、ラジオでチェット・アトキンスの演奏を聴いた事で改めてギターに目覚め、10歳頃にはすでにプロのミュージシャンの一人として活動するなど、既に才能の片鱗をみせていた。ギター以外にもドラムやベースなども演奏できるマルチプレイヤーでもある。
エレキギターも使用するが、近年は主にアコースティックギターによる曲作りがメインで、チェット・アトキンスやマイケル・ヘッジスと並び、『アコギの神様』と呼ばれる事もある。晩年のチェット・アトキンスとは親交が深く、「間違いなく、この地球上で最高のギタリストの1人」と評された程で、チェット本人からCertified Guitar Player（通称C.G.P）の称号を授かった数少ないギタリストの一人。その為、Tommy Emmanuel CGPと称される場合もある。
2008年のライブアルバム、「Center Stage」において、坂本九の上を向いて歩こう(Sukiyaki)をカヴァーした。2005年より毎年来日コンサートを実施しており、押尾コータローらがゲスト出演している。
2010年、彼の半世紀に渡る音楽活動と、チャリティー活動 “Kids Under Cover” での貢献が評価され、エリザベス2世から、AM (Member of the Order of Australia) という称号を与えられた。

## 作品
- 1979 From Out of Nowhere
- 1987 From Down Under
- 1990 Dare to Be Different
- 1992 Determination
- 1993 The Journey
- 1993 The Journey Continues
- 1995 Initiation
- 1995 Terra Firma (with Phil Emmanuel)
- 1995 Classical Gas
- 1996 Midnight Drive
- 1997 The Day Finger Pickers Took Over The World (With Chet Atkins)
- 1998 Collaboration
- 2000 Only
- 2001 The Very Best of Tommy Emmanuel
- 2004 Endless Road
- 2005 Live One
- 2006 Happy Hour (with Jim Nichols)
- 2006 The Mystery
- 2008 Center Stage
- 2009 Just Between Frets (with Frank Vignola)
- 2010 Little by Little
- 2010 Tommy Emmanuel Essential 3.0
- 2011 All I Want for Christmas
- 2013  The Colonel & The Governor (with Martin Taylor)
- 2013 Live and Solo in Pensacola
- 2014 The Guitar Mastery of Tommy Emmanuel
- 2015 It's Never Too Late
- 2015 Just Passing Through (with Ian Date, Ian Cooper)
- 2016 Christmas Memories
- 2017 Music Gone Public
- 2017 Live! At the Ryman
- 2017 Pickin'
- 2018 Accomplice One
- 2019 Heart Songs (Tommy Emmanuel & John Knowels)
- 2020 The Best Of Tommysongs
- 2023 Accomplice Two